# باولا فيتزباتريك
باولا فيتزباتريك (بالإنجليزية: Paula Fitzpatrick)‏ هي لاعبة اتحاد الرغبي أيرلندية، ولدت في 12 أغسطس 1985.